# آلویس ۳۰۴۵
سیارک ۳۰۴۵ (به انگلیسی: 3045 Alois، نامگذاری:1984AW) سه هزار و چهل و پنجمین سیارک کشف شده‌است که در ۸ ژانویه ۱۹۸۴ کشف شد.
قدر مطلق سیارک برابر ۱۱٫۴۰ است.